# Жулали, Сафет
Сафет Жулали (алб. Safet Zhulali; 11 марта 1944, Струга — 13 апреля 2002, Тирана) — албанский политик и государственный деятель, министр обороны Албании в 1992—1997. Сторонник Сали Бериши, видный деятель Демократической партии, националист, антикоммунист. Проводил политику военно-политического сближения с НАТО, США и Турцией. Ушёл в отставку в результате беспорядков 1997 года, был арестован, несколько недель провёл в заключении. Посмертно оправдан судом.

## Математик и педагог
Родился в семье учителей из города Струга (тогда — Албанское королевство под немецкой оккупацией, ныне — Северная Македония). По итогам Второй мировой войны город перешёл к Югославии. Семья перебралась в Албанию и обосновалась в Пешкопии. Жулали обладали интеллектуальной репутацией и авторитетом во всём округе Дибра.
В 1970 году Сафет Жулали окончил математический факультет Тиранского университета. Работал учителем математики в деревенских школах, потом в Пешкопской гимназии. Был известен как квалифицированный математик и педагог, успешный шахматист, тренер женской шахматной команды.

## Политик и министр
О политической активности Сафета Жулали при правлении Энвера Ходжи и Рамиза Алии сведения в источниках отсутствуют. Однако в 1990 году Жулали решительно поддержал антикоммунистическое движение, приведшее к падению власти компартии АПТ. Организовал в Пешкопии отделение оппозиционной Демократической партии (ДПА). На выборах 1992 года был избран депутатом албанского парламента от Дибры.
13 апреля 1992 года новый президент Албании лидер ДПА Сали Бериша назначил Сафета Жулали министром обороны в правительстве Александера Мекси. На министерском посту Жулали активно проводил армейскую реформу и курс интеграции в западные военно-политические структуры. Особое внимание он уделял повышению образовательного уровня и профессионализма военнослужащих. Была налажена система обучение албанских офицеров в США. Албания вступила в Совет евро-атлантического партнёрства, стала участником Партнёрства во имя мира, была подана заявка на вступление в НАТО, подписано военное соглашение с США (первое в Восточной Европе). Министр обороны США Уильям Перри высоко оценивал деятельность Жулали на министерском посту. Развивалось военное сотрудничество Албании и с восточноевропейскими странами, в том числе Польшей и Украиной.
Другим ключевым военным союзником Албании стала Турция. Сафет Жулали подписал с турецким министром обороны Невзатом Аязом соглашение об оборонном сотрудничестве. Хотя Албания ещё не была членом НАТО, Жулали был приглашён ознакомиться с турецкими военными базами, предприятиями ВПК и командными пунктами. Состоялся визит в Тирану турецкой военной делегации. Албанский порт Дуррес посетил эсминец ВМФ Турции. У власти в Турции в то время стояли правые силы, политико-идеологически родственные ДПА: президенты Тургут Озал и Сулейман Демирель, премьер-министры Сулейман Демирель и Тансу Чиллер.
Сафет Жулали был прозападным националистом, антикоммунистом, убеждённым сторонником президента Бериши. Его ближайшим сподвижником во власти был фанатично преданный президенту директор спецслужбы SHIK Башким Газидеде. Оппозиционная Соцпартия (СПА) обвиняла Жулали в идеологической ангажированности, использовании Минобороны в президентских и партийных интересах, служебных злоупотреблениях. Несколько близких родственников министра заняли видные посты.
В начале 1997 года в Албании начались массовые выступления против правящей ДПА. Начавшись с протестов против мошенничества «финансовых пирамид», движение быстро переросло в антиправительственный мятеж и политический реванш СПА. Сафет Жулали, наряду с Башкимом Газидеде, по приказу Сали Бериши возглавлял силы подавления. Жулали выдвинул против протестующих танковые части. Существует версия, будто министр получил от президента приказ нанести авиаудары по мятежным регионам (но не решился исполнить). Несколько тысяч человек погибли. Подавить движение не удалось, президент Бериша и правительство Мекси были вынуждены уйти в отставку.

## Преследование, кончина, оправдание
Весной 1997 года к власти в Албании пришла СПА. Правительство возглавил Башким Фино, затем Фатос Нано. Опасаясь преследования, Сафет Жулали с семьёй бежал в Италию. Вернувшись в Албанию, в августе 1998 года Жулали был арестован с группой других видных чиновников Бериши и предстал перед судом по обвинению в применении военной силы против протестующих. Полтора месяца он провёл в тюрьме, полгода под домашним арестом. Затем был освобождён до суда.
С другой стороны, Газидеде обвинял Жулали в неспособности развернуть вооружённые силы для выполнения президентского приказа о подавлении мятежа. Албанские полевые командиры в Косово также считали недостаточной военную поддержку со стороны Жулали.
Скончался Сафет Жулали от сердечного приступа в возрасте 58 лет. Две недели спустя суд снял с него все обвинения.

## Память и личность
В современной Албании отношение к Сафету Жулали сильно зависит от политической ориентации. Однако его заслуги как организатора вооружённых сил, военной дипломатии и международной интеграции не ставятся под сомнение. Позитивно оценивается и его роль в демократических преобразованиях, деятельность активиста ДПА и парламентского представителя Дибры. С 2006 года Сафет Жулали — почётный гражданин Пешкопии, с 2008 — Либоховы (родина его отца).
Со своей женой Сафет Жулали познакомился в бытность учителем математики — Манушак была ученицей гимназии. В браке супруги имели трёх дочерей. Родные вспоминают Сафета Жулали как примерного мужа и отца. Он отличался большой работоспособностью, досуг посвящал семье. Никогда не употреблял алкоголя, не участвовал в азартных играх. Вредной привычкой являлось курение, возможно, подорвавшее здоровье.